# Vidorlak
Vidorlak (szlovénül: Vidonci) falu a Muravidéken, Szlovéniában. Közigazgatásilag Felsőlendva községhez (Občina Grad) tartozik.

## Fekvése
Muraszombattól 20 km-re északnyugatra, Felsőlendvától 3 km-re északkeletre a Vend-dombvidék (Goričko) területén fekszik.

## Története
Első írásos említése 1365-ben "Wydoniafolua" alakban történt abban az oklevélben, melyben Felsőlendva várát a hozzátartozó 73 faluval I. Lajos magyar király elcseréli Széchy Miklóssal Éleskő és Miskolc uradalmáért, valamint a Szent Péter és Pál apostolok tiszteletére létesült tapolcai apátság kegyuraságáért. Akkor Vidonyafalva néven a felsőlendvai uradalom része volt. Egy évvel később 1366-ban "Bidoniafalua" néven említik.
Csak 1626-ban bukkan fel először szlovén neve "Vidonez" alakban. Az 1627-es egyházlátogatási jegyzőkönyv szerint a felsőlendvai plébániához tartozott, mely akkor a protestánsok kezén volt. 1685-ben Széchy Katalinnal kötött házassága révén Nádasdy Ferenc birtoka lett és egészen a 19. század közepéig a család birtoka maradt.
Vályi András szerint " VIDONCZ. Tót falu Vas Várm. földes Ura Gr. Nádasdy Uraság, lakosai katolikusok, fekszik F. Lendvának szomszédságában, mellynek filiája; földgye sovány, szőleje, és fája tűzre van."
Fényes Elek szerint " Vidoncz, vindus f. Vas vgyében, a f. lendvai uradalomban, 364 kath. lak."
Vas vármegye monográfiája szerint " Vidorlak, 139 házzal és 745 r. kath. vallású, vend lakossal. Postája Felső-Lendva, távírója Szt.-Gotthárd."
Fontos dátum a település életében 1899, az iskola alapítása. Három falu, Vidorlak, Ottóháza és Vaskovácsi gyerekei jártak ide. 1937-ben az ide járó 244 gyerekből 145 vidorlaki volt. Az iskolát sajnos 1977-ben be kellett zárni.
1910-ben 859, túlnyomórészt szlovén lakosa volt. A trianoni békeszerződésig Vas vármegye Muraszombati járásához tartozott.
Az első világháború után először a de facto Vendvidéki Köztársaság, majd a Szerb–Horvát–Szlovén Királysághoz csatolták, ami 1929-től Jugoszlávia nevet vette fel. 1932-ben megalakult az önkéntes tűzoltóegylet. 1937-ben Vidorlak 170 házában 800 lakos élt. 1941-ben átmeneti időre ismét Magyarországhoz tartozott, 1945 után visszakerült jugoszláv fennhatóság alá. 1967-ben Vidorlak 149 házában 697 lakos élt. 1991 óta a független Szlovénia része. A lakosság száma folyamatosan csökken. 2002-ben 352 lakosa volt.

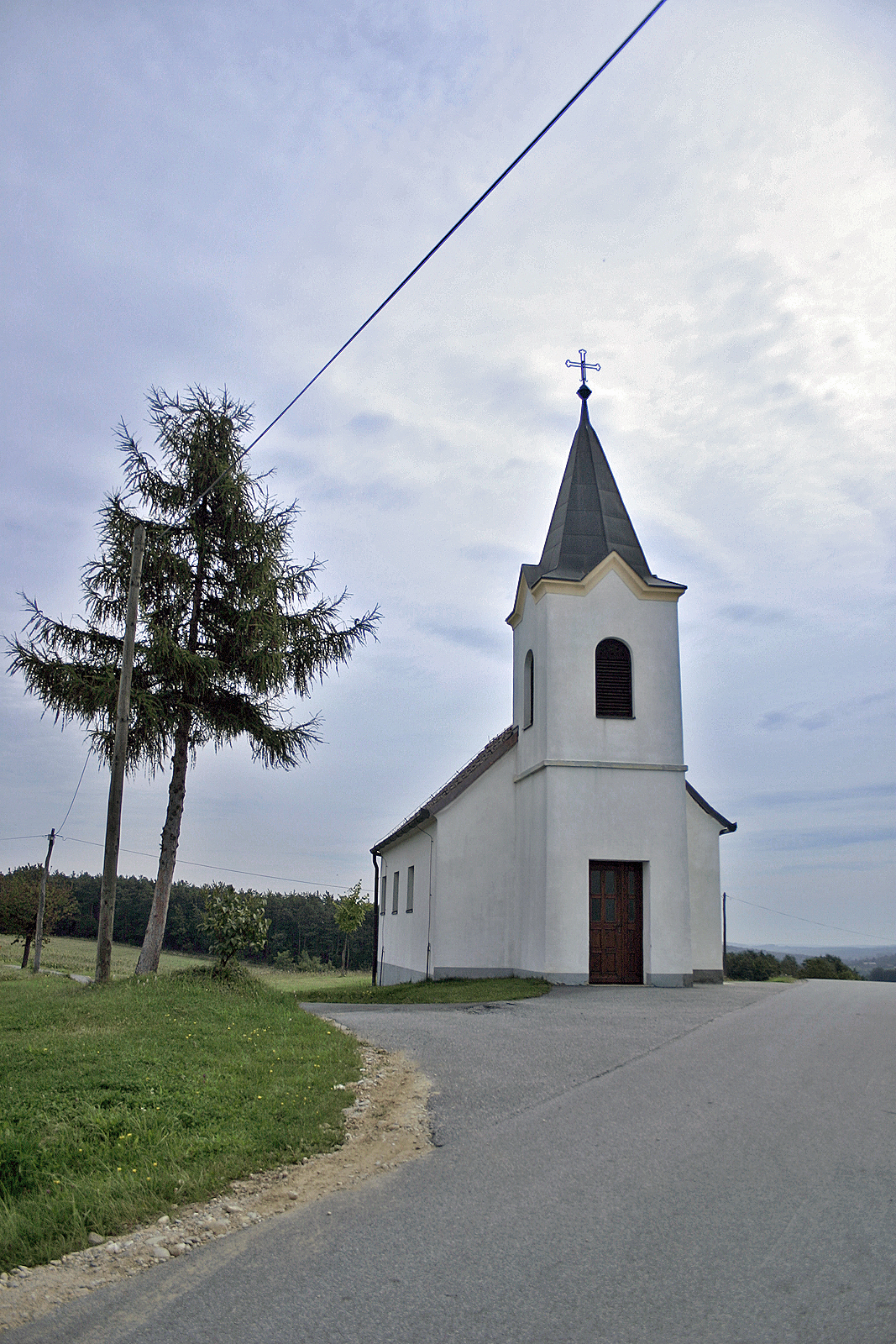
A Vuk-kápolna

## Nevezetességei
Jézus Szíve tiszteletére szentelt kápolnája (más néven Farič-kápolna) a Radófára menő út mellett áll. 1888-ban épült, védett műemlék.

## Híres emberek
- Ludvik Gyergyek szlovén kibernetikus